# Acmaeodera haemorrhoa
Acmaeodera haemorrhoa är en skalbaggsart som beskrevs av Leconte 1858. Acmaeodera haemorrhoa ingår i släktet Acmaeodera och familjen praktbaggar. Inga underarter finns listade i Catalogue of Life.